# Пекинский договор по аудиовизуальным исполнениям
Пекинский договор по аудиовизуальным исполнениям (англ. Beijing Treaty on Audiovisual Performances) был принят Дипломатической конференцией по охране аудиовизуальных исполнений в Пекине 26 июня 2012 года. Вступил в силу 28 апреля 2020 года. Договор касается прав интеллектуальной собственности исполнителей в части аудиовизуальных исполнений и затрагивает права на воспроизведение, распространение, прокат, и на эфирное вещание и сообщение для всеобщего сведения.
Административные функции договора выполняет Всемирная организация интеллектуальной собственности.
Российская Федерация присоединилась к договору 19 октября 2015 года.
По состоянию на 2022 год участниками являются 46 государств.